# Marquard Gude
Marquard Gude, auch Gudius (* 1. Februar 1635 in Rendsburg; † 26. November 1689 in Glückstadt) war ein deutscher Klassischer Philologe, Bibliothekar, Büchersammler und Epigraphiker.

## Leben
Gude war ein Sohn des Rendsburger Bürgermeisters Peter Gude. Er besuchte zuerst die Schule in Rendsburg und von 1652 bis 1655 das Akademische Gymnasium zu Hamburg. An der Universität Jena studierte er, dem Wunsch seines Vaters folgend, Jura, betrieb aber auch, seinen Neigungen entsprechend, historische und philologische Studien.
Für kurze Zeit studierte er auch an den Universitäten Leipzig und Erfurt. Im Februar 1658 zog er nach Frankfurt am Main, wo er sieben Monate lang bei dem dortigen Prorector Johann Jönsen blieb, der in Rendsburg sein Lehrer gewesen war. Von dort reiste er nach Holland zu Johann Friedrich Gronovius. Durch dessen Vermittlung wurde er gegen Ende des Jahres 1659 zum Reisebegleiter eines vornehmen und reichen jungen Holländers. Mit diesem, Samuel Schars (auch Schas) aus Den Haag, unternahm er von 1660 bis Anfang 1664 eine ausgedehnte Kavalierstour durch Frankreich und Italien, jeweils mit längerem Aufenthalt in Städten wie Paris und Rom. Auf diesen Reisen begann Gude in den Bibliotheken Handschriften klassischer Schriftwerke abzuschreiben und zu kollationieren. Ebenso fertigte er Kopien von Inschriften an, teils nach den Originalen, teils aus handschriftlichen älteren Sammlungen.
Nach der Rückkehr nach Holland blieb er noch über 6 Jahre lang bei Schars, obwohl ihm 1664 eine Professur an der Universität Duisburg, 1668 eine solche an der Akademie zu Deventer angeboten wurde. Erst 1671 entschloss er sich, einem Rufe als Bibliothekar des Herzogs Christian Albrecht von Holstein-Gottorp zu folgen. Im folgenden Jahr heiratete er Maria Elisabeth, geb. Pauli, die einzige Tochter und Erbin von Kammerrat Peter Pauli, dem höchsten Beamten der Herzoginwitwe Maria Elisabeth in Husum. Samuel Schars siedelte mit ihm nach Rendsburg über und vermachte ihm bei seinem Tode 1675 den größten Teil seines Vermögens, womit Gude zu noch mehr Reichtum gelangte.
1677 fiel er jedoch beim Herzog in Ungnade und zog sich nach Hamburg zurück. Er lebte hier zunächst vier Jahre als Privatier. 1682 trat er als Rat der schleswig-holsteinischen Kanzlei in den Dienst des dänischen Königs Christian V. Dieser schickte ihn 1683 als Gesandten zum Bischof von Münster und Paderborn, Ferdinand von Fürstenberg. Der Bischof war offenbar von Gude beeindruckt und vermachte ihm bei seinem im Juni 1683 erfolgten Tod seine nicht unbeträchtliche Sammlung von Handschriften. Nachdem Gude noch der Wahl des Nachfolgers des Bischofs beigewohnt hatte, kehrte er in seine Stellung bei der schleswig-holsteinischen Kanzlei zurück. Er wurde bald darauf zum dänischen Etatsrat ernannt und lebte nun meist in Schleswig; 1689 siedelte er nach Glückstadt über, wo er starb.

## Werk
Gude selbst hat abgesehen von einigen lateinischen Gelegenheitsgedichten und einer noch in Jena von ihm verfassten, aber unter dem Namen seines Landsmanns Johann Brandshagen gedruckten Dissertation De Clinicis veteris ecclesiae exercitatio historica nur eine Ausgabe der bis dahin ungedruckten griechischen Schrift des Hippolyt von Rom über den Antichrist (Paris 1661) veröffentlicht.
Sein Lebenswerk, die Inschriftensammlung, hinterließ er in zwei stattlichen Bänden mit Anmerkungen und Index nahezu druckfertig. Sie kam durch Vermittlung von Johann Georg Graevius zunächst in die Hände eines niederländischen Gelehrten und Ratsherrn zu Amersfoort, Johannes Kool, der aber mit der Herausgabe nicht zu Stande kam. Aus dessen Nachlass erwarb der Buchhändler Halma das Manuskript, aber erst dessen Erben ließen es durch den Utrechter Kanonikus Franz Hessel veröffentlichen. Von anderen philologischen Arbeiten Gudes sind Anmerkungen zum Phaedrus in der Ausgabe von Pieter Burman der Ältere (Amsterdam 1698 u. ö.) sowie zu Valerius Maximus in der Ausgabe von Abraham Torrenius (Leyden 1726) gedruckt worden.

## Nachlass
Auf nicht immer zweifelsfreie Art und Weise hatte Gude eine der umfangreichsten Privatbibliotheken des 17. Jahrhunderts aufgebaut. Sie enthielt eine besonders reichhaltige Sammlung an griechischen und lateinischen Manuskripten sowie gedruckte Ausgaben von Klassikern mit Kollationen nach Handschriften und sonstigen gelehrten Randbemerkungen. Nach Gudes Tod versuchte sein Sohn Peter mehrfach, die Bibliothek zu verkaufen. Dazu erschienen 1706 und 1709 Kataloge.

### Handschriften in Wolfenbüttel
Gudes Handschriften wurden durch Gottfried Wilhelm Leibniz 1710 zum größten Teil von der Herzog August Bibliothek in Wolfenbüttel erworben. Die Cod(ices) Gud(iani) umfassen 468 Handschriften vom 7. bis 17. Jahrhundert, wovon 365 mittelalterlich sind. Neben zumeist griechischen und lateinischen Handschriften finden sich auch 23 arabische Handschriften.

### Handbibliothek in Kopenhagen
Die Klassiker-Ausgaben mit Kollationen sowie einige Handschriften hatte schon 1705/6 Johann Albert Fabricius erworben. Zusammen mit dessen literarischem Nachlass kamen diese durch Hermann Samuel Reimarus in die Universitätsbibliothek Kopenhagen, die seit 1938 ein Teil der Dänischen Königlichen Bibliothek ist.

### Gudesche Bibliothek Rendsburg
Schon zu seinen Lebzeiten hatte Gude Dubletten seiner Bibliothek ausgesondert; er vermachte sie der Rendsburger Marienkirche mit der Auflage, sie oberhalb seiner dort befindlichen Familien-Grabkapelle aufzustellen. Später kam die über Jahrhunderte wenig beachtete Bibliothek in das Hauptpastorat und von dort in das Archiv des Kirchenkreises Rendsburg. Aufsehen erregten 1998 der Fund einer fragmentarischen Gutenbergbibel, die von der Nordelbischen Kirche erworben wurde und heute im Schloss Gottorf zu sehen ist, sowie 2005 der Verkauf von Galileo Galileis Sidereus Nuncius (1610) aus dem Bestand der Bibliothek.

## Schriften
- Posthum: Antiquae inscriptiones quum graecae tum latinae olim a Marquardo Gudio collectae nuper a Joanne Koolio digestae hortatu consilioque Joannis Georgii Graevii nunc a Francisco Hesselio editae cum adnotationibus eorum. Leovardiae 1731

Korrespondenz
- Marquardi Gudii et doctorum virorum ad eum epistolae. Quibus accedunt ex bibliotheca Gudiana clarissimorum et doctissimorum virorum qui superiore et nostro saeculo floruerunt et Claudii Sarravii Senatoris Parisiensis epistolae ex eadem bibliotheca auctiores. Curante Petro Burmanno. Ultrajecti 1697 (editio ultima prioribus correctior. Hagae Comitum. 1714)

Nachlasskataloge
- Bibliotheca Exquisitissimis Libris in Theologia Jure, Medicina, Historia Literaria omnique alio Studiorum Genere instructissima : Imprimis autem Multorum a Viris Doctiss. Scaligero, Blondello, Salmasio aliisque emendatorum ac eorum manibus notatorum ; Mss. Codicum Arabicæ Græcæ Latinæque Linguæ quorum plurimi lucem nondum viderunt præclarissimo uberrimoque apparatu cum nulla privatarum comparanda / à Viro Illustri Domino Marquardo Gudio ... Summo Studio & delectu congesta Quæ publica auctione distrahetur Hamburgi Ad. d. 4. August. An. MDCCVI. Hamburg 1706
- Catalogus insignium ac praestantissimorum codicum mstorum graecorum, arabicorum, latinorum ut et librorum cum mstis collatorum vel notis autographis doctorum virorum illustratorum hactenus partim ineditorum quos dum viveret colligere licuit v. i. et generoso domino Marquardo Gudio Kiel 1709